# Бука (компанія)
Бука (англ. Buka Entertainment) — російський видавник і дистриб'ютор відеоігор, заснована 14 лютого 1993 року в Росії. У головному офісі компанії в Москві працюють понад 135 людей, зайнятих в основному в галузі продюсування, маркетингу і продажів. Працює більш ніж в 50 країнах світу.
«Бука» співпрацює з компаніями в області індустрії електронних розваг, такими як Valve, Ubisoft, Codemasters, Tecmo Koei та іншими.

## Історія компанії
- 1993 — заснування компанії як дистриб'ютора відеоігор.
- 1995–1996 — «Бука» стає представником в Росії компаній Sega, Nintendo, Sony з розповсюдження гральних консолей цих компаній.
- 1996 — «Бука» починає видавати власні ігри; першим продуктом компанії стає «Російська рулетка» — гра, яка була продана вперше в Росії в кількості 15000 фізичних копій.
- 1997 — ігри «Буки» «Аллоди» і «Вангер» ліцензовані на міжнародний ринок.
- 1998 — «Бука» вперше в Росії випускає ігри в мінімальній комплектації (т. зв. jewel case), що незабаром стає стандартом ринку.
- 1998 — «Бука» випускає квест «Петька і Василь Іванович рятують галактику».
- 1999 — «Бука» працює на зовнішньому ринку, в результаті чого гра«Далекобійники» компанії SoftLab ліцензується в 70 країнах світу.
- 2000 — відкрито новий напрям «Комашка», яке спеціалізується на випуску російських і локалізованих дитячих продуктів.
- 2001 — «Бука» продюсує і випускає гру «Шторм / Echelon», ліцензовану в більш ніж 60 країнах світу, і локалізує Wizardry 8. Наприкінці року «Бука» випускає квест «Петька 3: Повернення Аляски».
- 2002 — «Бука» продюсує і випускає гру «Шторм: Солдати неба».
- 2003 — вихід нових ігор, у тому числі стратегії в реальному часі «Антанта», вертолітного екшн-симулятора «Ударна сила», стратегії з елементами RPG «Магія Війни: Тінь Повелителя», квест «Петька 4: День незалежності».
- 2004–2005 рр.. — Випуск локалізацій, таких як FPS «Far Cry» і «Half-Life 2», Action & Adventure «Beyond Good and Evil», RPG «Beyond Divinity. Кайдани долі», перегони «Richard Burns Rally» та «FlatOut», а також розробка власних проєктів, серед яких найбільш значущими є три шутери (Метро-2, Чистильник і Веліал), Survival horror «Мор. Утопія», RTS & Wargame «Сталеві монстри» та продовження RTS & RPG «Магія Війни: Прапори Тьми».
- 2007 — відкриття напрямків мультимедіа та DVD-кіно.
- 2008 — придбання фірмою «1C» компанії «Бука». За договором, компанії та товарні знаки не об'єднуються повністю.
- 2008 — вихід Far Cry 2, Frontlines: Fuel of War, Brothers in Arms: Hell's Highway, Вибори-2008. Геополітичний симулятор, Collapse, симбіонтів / Swarm.
- 2009 — вихід ігор Облога онлайн, Петька 9: Пролетарський гламур.
- 2009 — Компанія локалізує та випускає ігри «Company of Heroes: Tales of Valor.», «Saints Row 2»
- 2010 — співпраця з компанією «Alawar». Серія ігор «Весела ферма 3». Вихід гри «Аватар» (James Cameron's Avatar: The Game), «Collapse Лють», «Portal 2» і «Venetica».
- 2011–2012 — «Back to the Future: The Game»
- 2012 — «Far Cry 3», «Darksiders 2». «Бука» стає офіційним дистриб'ютором консолей і аксесуарів Microsoft, виходить у світ перша гра, випущена Букою одночасно для трьох платформ: PC, Xbox 360 і PS3 (Dirt Showdown).
- 2013 — відкрито цифровий магазин БУКИ — shop.buka.ru. Виходять проєкти «Metro: Last Light», «DARK», «Saints Row IV», «Arma 3».
- 2014 — компанія святкує двадцятиріччя. Бука виходить на мобільний ринок і отримує статус видавця ігор у Steam. Виходять ігри «Might and Magic X: Legacy», «Lords of the Fallen», «Sleeping Dogs: Definitive Edition», «Wasteland 2», «Метро 2033. Повернення», «Risen 3: Titan Lords», «Sniper Elite III», а також «Петька і ВІЧ рятують Галактику» і «Сибір» для мобільних телефонів.
- 2015 — компанія стає офіційним дистриб'ютором компанії Activision/Blizzard і святкує триріччя свого цифрового магазину — shop.buka.ru. Виходять проєкти «Saints Row IV: Re-Elected», «Final Fantasy Type-0 HD», «Sniper Elite III Ultimate Edition», «Skylanders Trap Team», «Broken Sword 5 - The Serpent's Curse», «Skylanders SuperChargers», «Guitar Hero Live», «Transformers: Devastation», «Wasteland 2: Director's Cut», «Dragon Quest Heroes: The World Tree's Woe and the Blight Below» і «Снупі. Велика пригода». Також розширюється мобільний підрозділ компанії, на платформах під управлінням iOS і Android з'являються «Сибір 2» і «Петька і ВІЧ 2: Судний день».
- 2016 — компанія стає офіційним дистриб'ютором геймпада Steam Controller і пристрою Steam Link від Valve. Виходять проекти Deus Ex: Mankind Divided, Rise of the Tomb Raider, Life is Strange, Deadpool, Killing Floor 2, Yesterday: Origins, Homefront: The Revolution, F1 2016, Moto Racer 4, World of Final Fantasy і багато інших.
- 2017 — компанія вперше бере участь у російському фестивалі VK Fest і бере участь у міжнародній виставці DevGAMM. Крім того, «Бука» стає офіційним дистриб'ютором консолей і аксесуарів Nintendo, і революційного пристрою для управління поглядом Tobii Eye Tracker 4C. Виходять проєкти Bulletstorm: Full Clip Edition, DiRT 4, Yooka-Laylee, Dreamfall Chapters, Crash Bandicoot N.Sane Trilogy, Valkyria Revolution, «Сибір 3», Puyo Puyo Tetris і багато інших. Мобільний підрозділ компанії запускає проєкт «Секрети Келлі» на платформах під управлінням iOS і Android.
- 2018 — «Бука» випускає High Noon VR, свою першу гру для шоломів віртуальної реальності HTC Vive і Oculus Rift. На мобільних пристроях під управлінням iOS і Android виходить квест «Петька і Василь Іванович 3: Повернення Аляски. Перезавантаження». Успішна прем'єра рольової гри Kingdom Come: Deliverance перевершила всі очікування, за підсумками року гра удостоїлася безлічі номінацій і нагород у російській пресі. «Бука» анонсує два власних проєкти: Redeemer: Enchanced Edition і 9 Monkeys of Shaolin. Стенд гри Metro Exodus став одним із найбільших за всю історію участі «Буки» на щорічній виставці «Игромир» — за 4 дні його відвідало понад 2500 осіб. Відбувся реліз Dissidia Final Fantasy NT, Secret of Mana, Warhammer 40,000: Inquisitor - Martyr, Conan Exiles, F1 2018, DRAGON QUEST XI: Echoes of an Elusive Age, V-Rally 4, Pathfinder: Kingmaker, Just Cause 4 та інших проєктів.
- 2021 — У березні, співзасновник і генеральний директор компанії «Бука» Олександр Михайлов помер у Москві від інсульту. Пізніше, у червні, помер призначений генеральним директором і колишній топменеджер компанії Максим Лельков.[2]

## Власники та керівництво
На середину липня 2008 року основними власниками компанії були інвестиційна компанія «Фінам» і фонд Norum (підконтрольний Європейському банку реконструкції та розвитку), які разом контролювали 52,9 %. Решта частки належали засновникам компанії Ігорю Устинову, Андрію Антонову, Олегу Білобородому та Марині Равун.
17 липня 2008 було оголошено про те, що російська компанія 1С домовилася про придбання 100 % компанії «Бука». За даними газети «Відомості», сума операції склала близько $ 85-90 млн

## Нагороди
За час існування компанія отримала декілька премій в області ігрового бізнесу:
- Диплом VI Всеросійського дитячого фестивалю візуальних мистецтв, 25 липня 2002
- Диплом п'ятого всеросійського фестивалю візуальних мистецтв, гра «П'ятачок» визнана найкращою в номінації «Дитячий куточок», 15 серпня 2001
- Диплом V Всеросійського фестивалю візуальних мистецтв. Гра «Руна» визнана найкращою в номінації «Віртуальна реальність». 07.07.2001
- Гра «Герої меча і магії III. Дихання смерті» стала переможцем у номінації «Найкраща локалізована гра» в ході восьмого традиційного опитування «Найкращий продукт на російському комп'ютерному ринку' 2000»
- Сертифікат, що підтверджує, що за результатами дослідження «Комп'ютерна Еліта'2000» компанія БУКА визнана найкращим розробником розважального ПЗ, 2000
- Диплом Сьомого міжнародного фестивалю комп'ютерної графіки та анімації, 1999
- Диплом III Всеросійського фестивалю візуальних мистецтв. Гра «Петька та ВІЛ рятують Галактику» стала переможцем у номінації «Російська ідея», 1999
- Диплом II міжнародного фестивалю «Діти та Екологія» XXI століття, гра «Незнайкіна грамота» — «найдобріший CD-ROM», 1999
- Диплом Сьомого міжнародного фестивалю комп'ютерної графіки та анімації, гра «Шторм» перемогла у номінації «Перспективна розробка», 1999
- Диплом Сьомого міжнародного фестивалю комп'ютерної графіки та анімації, компанія «Бука» нагороджується у номінації «За внесок», 1999
- Диплом Сьомого міжнародного фестивалю комп'ютерної графіки та анімації, гра «Громада» визнаний найкращою в номінації «Найкраща іграбельність», 1999
- Гра «Вангер» визнана журналом «Game.exe» найкращою у номінації «Action Game», 1998
- Диплом: гра «Петька та ВІЛ рятують Галактику» стала володарем «People's choice award» в номінації найприкольніша гра року, 1998
- Нагорода за перемогу в національному конкурсі інформаційних продуктів і послуг «Кришталева куля», 1998
- Національна нагорода за внесок у розвиток інформаційних технологій в Росії, 1997